# Hans-Werner Wanzlick

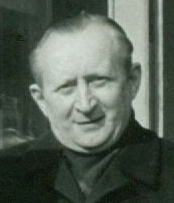
Hans-Werner Wanzlick (1982)

Hans-Werner Wanzlick (* 5. Oktober 1917 in Berlin; † 4. November 1988) war ein deutscher Chemiker und Professor für Organische Chemie.
Wanzlick studierte Chemie in Berlin und wurde an der Technischen Hochschule Charlottenburg (heute: Technische Universität Berlin) promoviert. Sein Doktorvater war Helmuth Scheibler (1882–1966). Wanzlick wirkte als Professor für organische Chemie an der Technischen Universität Berlin.

## Wissenschaftliche Leistungen
Im Jahre 1960 berichtete Wanzlick in einer 1/4-seitigen Kurzmitteilung über N-heterocyclische Carbene. Experimentelle Probleme, Missverständnisse und wissenschaftliche Vorurteile standen jedoch einer angemessenen Würdigung dieser Pionierarbeit im Weg. 30 Jahre später, mit der Isolation und Strukturaufklärung der N-heterocyclischen Carbene durch Anthony J. Arduengo III, begann eine stürmische Entwicklung dieses Forschungsgebietes, die bis heute andauert und zur Alkenmetathese führte.

Wanzlick-Gleichgewicht: Die Thermolyse der Trichlormethylverbindung (oben links) liefert unter Abspaltung von Chloroform ein Carben, das mit dem Dimeren (oben rechts) im Gleichgewicht steht.

Die Synthese des ersten stabilen Carbenes (1988) und die Hypothese eines Gleichgewichtes zwischen Carben und seinem Dimer war revolutionär. Wanzlick selbst bezeichnete das Dimer als „Das doppelte Lottchen“, nach einem Roman (erschienen 1949) von Erich Kästner über ein Paar von Zwillingen, die ständig ihre Rollen tauschen.